# Esto
Esto est une ville américaine située dans le comté de Holmes en Floride.
La limite nord de la ville coïncide avec la frontière entre la Floride et l'Alabama.

## Démographie
| 1910 | 1920 | 1930 | 1940 | 1950 | 1960 |
| ---- | ---- | ---- | ---- | ---- | ---- |
| 340  | 269  | 190  | 213  | 217  | 148  |

| 1970 | 1980 | 1990 | 2000 | 2010 | - |
| ---- | ---- | ---- | ---- | ---- | - |
| 210  | 304  | 253  | 356  | 364  | - |

Selon le recensement de 2010, Esto compte 364 habitants. La municipalité s'étend sur 2,35 milles carrés (6,09 km2), dont 2,17 milles carrés (5,62 km2) de terres.